# Harmony (Indiana)
Harmony ist eine Stadt (Town) im Clay County in Indiana in den USA. Sie ist Teil der Terre Haute Metropolitan Statistical Area.

## Geschichte
Harmony wurde 1864 parzelliert, obwohl es an dieser Stelle schon lange eine kleine Siedlung gab.

## Geografie
Harmony hat eine Gesamtfläche von 1,92 Quadratkilometern, wovon alles Land ist.

## Demografie

### Bevölkerungsentwicklung
| Jahr | Einwohner | %±     |
| ---- | --------- | ------ |
| 1870 | 0597      | —      |
| 1880 | 0838      | 40,4 % |
| 1890 | 1020      | 21,7 % |
| 1980 | 0613      | —      |
| 1990 | 0645      | 5,2 %  |
| 2000 | 0589      | −8,7 % |
| 2010 | 0656      | 11,4 % |
| 2020 | 0677      | 3,2 %  |